# Mitica Constantin
Mitica Constantin (născută Junghiatu, n. 18 august 1962, Siliștea, Teleorman, România) este o fostă alergătoare română.

## Carieră
Sportiva a absolvit liceul cu program de atletism de la Câmpulung. Prima ei performanță notabilă a fost locul 6 la Campionatul European de Juniori din 1979. În anul 1986 a obținut medalia de bronz la 1500 m la Campionatul European în sală de la Madrid în urma sovieticelor Svetlana Kitova și Tatiana Lebonda.
La Universiada din 1987 atleta a câștigat medalia de argint la 800 m și bronzul la 1500 m. În anul 1988 a cucerit medalia de argint la 1500 m la Campionatul European în sală de la Budapesta în urma Doinei Melinte.
În 2004 ea a primit Medalia „Meritul Sportiv” clasa I.

## Realizări
| An   | Competiție                            | Locație                        | Loc | Eveniment | Note    |
| ---- | ------------------------------------- | ------------------------------ | --- | --------- | ------- |
| 1979 | Campionatul European de Juniori (U20) | Bydgoszcz, Polonia             | 17  | 400 m     | 56,69   |
| 1979 | Campionatul European de Juniori (U20) | Bydgoszcz, Polonia             | 6   | 4x400 m   | 3:40,95 |
| 1984 | Campionatul Mondial de Cros           | East Rutherford, Statele Unite | 89  | 5 km      | 17:55   |
| 1984 | Campionatul Mondial de Cros           | East Rutherford, Statele Unite | 6   | echipe    | 17:55   |
| 1986 | Campionatul European în sală          | Madrid, Spania                 | 3   | 1500 m    | 4:15,00 |
| 1986 | Campionatul European                  | Stuttgart, Germania            | 6   | 800 m     | 1:59,22 |
| 1987 | Campionatul Mondial în sală           | Indianapolis, Statele Unite    | 4   | 1500 m    | 4:08,49 |
| 1987 | Universiada                           | Zagreb, Iugoslavia             | 2   | 800 m     | 1:59,28 |
| 1987 | Universiada                           | Zagreb, Iugoslavia             | 3   | 1500 m    | 4:03,04 |
| 1987 | Universiada                           | Zagreb, Iugoslavia             | 5   | 4x400 m   | 3:38,92 |
| 1987 | Campionatul Mondial                   | Roma, Italia                   | 6   | 800 m     | 1:59,66 |
| 1987 | Campionatul Mondial                   | Roma, Italia                   | 12  | 1500 m    | 4:10,35 |
| 1988 | Campionatul European în sală          | Budapesta, Ungaria             | 2   | 1500 m    | 4:06,16 |
| 1989 | Campionatul Mondial în sală           | Budapesta, Ungaria             | 5   | 1500 m    | 4:09,74 |
| 1991 | Campionatul Mondial                   | Tokio, Japonia                 | 27  | 800 m     | 2:06,53 |
| 1993 | Campionatul Mondial în sală           | Toronto, Canada                | 11  | 800 m     | 2:05,67 |

## Recorduri personale
| Probă          | Performanță | Dată             | Locație   |
| -------------- | ----------- | ---------------- | --------- |
| 800 m          | 1:57,87     | 6 iulie 1986     | Moscova   |
| 1500 m         | 4:03,04     | 18 iulie 1987    | Zagreb    |
| 800 m în sală  | 2:00,02     | 7 februarie 1987 | Bacău     |
| 1500 m în sală | 4:05,93     | 31 ianurie 1988  | Stuttgart |